# Gallovits-Hall Edina
Gallovits-Hall Edina Klaudia (született: Gallovits Edina Klaudia) (Temesvár, 1984. december 10. –) romániai magyar, 2015-től amerikai színekben szereplő hivatásos teniszezőnő.
1999-ben kezdte profi pályafutását. Párosban három WTA-tornán győzött, emellett tizenkilenc egyéni és kilenc páros ITF-tornát nyert meg. Legjobb egyéni világranglista-helyezése az ötvennegyedik volt, ezt 2008 áprilisában érte el, párosban a 63. helyig jutott 2009. április 6-án.
Magyar, román, német és angol nyelven beszél. 2010 novemberében férjhez ment edzőjéhez, menedzseréhez, az amerikai Bryce Hallhoz, akivel 2004 óta élettársi kapcsolatban éltek. 2015-től amerikai színekben játszik.

## WTA-döntői

### Egyéni

#### Elveszített döntői (1)
| No. | Dátum            | Helyszín                 | Borítás | Ellenfél a döntőben | Eredmény |
| 1.  | 2007. június 17. | Barcelona KIA, Barcelona | Salak   | Meghann Shaughnessy | 3–6, 2–6 |

### Páros

#### Győzelmei (3)
| Összesítés           |                        |
| Grand Slam-torna (0) |                        |
| Tier I (0)           | Premier Mandatory* (2) |
| Tier II (0)          | Premier Five* (1)      |
| Tier III (0)         | Premier* (1)           |
| Tier IV (1)          | International* (1)     |
| Tier V (0)           | Challenger* (0)        |

* 2009-től megváltozott a tornák rendszere. Challenger tornákat 2012-től rendeznek.
 Az egymás mellett azonos színnel jelölt tornatípusok között nincs teljes mértékű megfelelés.
|    | Dátum             | Torna                                        | Borítás | Partner             | Ellenfelek a döntőben         | Eredmény a döntőben |
| 1. | 2010. február 21. | Copa BBVA Colsanitas, Bogotá                 | Salak   | Gisela Dulko        | Olha Szavcsuk N. Jakimava     | 6–2, 7–6(6)         |
| 2. | 2010. szept. 19.  | Guangzhou International Women’s Open, Kanton | Kemény  | Szánija Mirza       | Han Hszin-jün Liu Van-ting    | 7–5, 6–3            |
| 3. | 2011. február 20. | Copa BBVA Colsanitas, Bogotá                 | Salak   | A. Medina Garrigues | Sharon Fichman Laura Pous Tió | 2–6, 7–6(6), [11–9] |

#### Elveszített döntői (1)
|    | Dátum             | Torna                         | Borítás    | Partner         | Ellenfelek a döntőben           | Eredmény a döntőben |
| 1. | 2008. április 20. | Family Circle Cup, Charleston | Zöld salak | Volha Havarcova | Katarina Srebotnik Szugijama Ai | 2–6, 2–6            |

## Év végi világranglista-helyezései
| Év     | 2000 | 2001 | 2002 | 2003 | 2004 | 2005 | 2006 | 2007 | 2008 | 2009 | 2010 | 2011 | 2012 | 2013 | 2014 | 2015 |
| Egyéni | 568. | 291. | 204. | 187. | 186. | 129. | 111. | 87.  | 84.  | 93.  | 75.  | 124. | 109. | –    | 744. | 542. |
| Páros  | –    | 346. | 254. | 246. | 208. | 285. | 151. | 176. | 97.  | 77.  | 73.  | 125. | 126. | –    | –    | 808. |